# Devin Booker (basket-ball, 1996)
Pour les articles homonymes, voir Devin Booker et Booker (homonymie).
Ne doit pas être confondu avec Devin Booker (basket-ball, 1991).
Devin Armani Booker, né le 30 octobre 1996 à Grand Rapids (Michigan), est un joueur professionnel américain de basket-ball. Il évolue actuellement au poste d'arrière aux Suns de Phoenix en National Basketball Association (NBA). Il mesure 1,98 m.

## Biographie

### Enfance et jeunesse
Devin est le fils unique de Melvin Booker, joueur de basket-ball afro-américain évoluant en National Basketball Association (NBA) et de Veronica Gutiérrez, une cosmétologue aux origines mexicaine et portoricaine. Il est né et a grandi à Grand Rapids, vivant avec sa mère alors que son père poursuivait sa carrière professionnelle à l'étranger. Cependant, il rendait régulièrement visite à son père pendant l'été.
À l'âge de 12 ans, alors qu'il lui rend visite à Milan, il joue en un contre un avec le joueur italien Danilo Gallinari. Devin apprendra de son père que pour réussir dans le basket-ball, il est tout aussi important d'avoir un QI de basket-ball que des qualités athlétiques naturelles. Pendant son séjour au collège, il se liera d'amitié avec deux autres futurs joueurs de la NBA, à savoir D'Angelo Russell et Tyler Ulis.

### Carrière universitaire
Le 31 octobre 2013, Booker donne son accord verbal pour rejoindre l'équipe universitaire des Wildcats de l'université du Kentucky. 
Lors de son premier match universitaire contre l'Université de Pikeville le 2 novembre 2014, Booker termine deuxième meilleur marqueur de l'équipe avec 16 points, réalisant également 3 passes décisives. 
Le 23 novembre, lors d'une victoire contre l'Université d'État du Montana, Booker inscrit son meilleur résultat en carrière universitaire avec 18 points. Le match suivant, contre l'équipe universitaire de Texas-Arlington, Booker bat à nouveau son record de carrière avec 19 points en marquant 7 tirs sur 8, dont cinq à trois points. 
En 38 matchs pour le Kentucky lors de la saison 2014-2015, Booker inscrit en moyenne 10,0 points, 2,0 rebonds et 1,1 passe décisive en 21,5 minutes par match.
Le 9 avril 2015, Booker se présente à la draft 2015 de la NBA, renonçant à ses trois dernières années d'éligibilité à l'université. Il est rapidement rejoint par ses coéquipiers du Kentucky Andrew Harrison, Aaron Harrison, Dakari Johnson, Willie Cauley-Stein, Trey Lyles et Karl-Anthony Towns.

### Carrière professionnelle

#### Suns de Phoenix (depuis 2015)

##### Saison 2015-2016
Le 25 juin 2015, Devin Booker est sélectionné à la 13e position de la draft 2015 de la NBA par les Suns de Phoenix. Le 13 juillet 2015, il signe son contrat rookie avec les Suns. Lors de la Summer League, en sept rencontres, il a des moyennes de 15,3 points, 4,9 rebonds et 1,7 passe décisive par match.
Lors du mois de février 2016, dans le cadre du All-Star Week-end 2016 à Toronto, il participe au Rising Stars Challenge en remplacement de Nerlens Noel et au concours de tirs à trois points,.

##### Saison 2016-2017
Le 4 février 2017, lors d'un match contre les Bucks de Milwaukee, Devin Booker marque 27 points en 7 minutes dans le deuxième quart-temps dont 5 paniers à trois points (sur 5 tentés). Sur le reste de la rencontre, il tente 8 tirs et n'en rentre aucun.
Le 24 mars 2017, il réalise une performance historique contre les Celtics de Boston en devenant le plus jeune joueur de l'histoire à inscrire 70 points sur une rencontre. Il devient le 6e joueur à avoir inscrit plus de 70 points en une rencontre après Wilt Chamberlain, Kobe Bryant, David Thompson, Elgin Baylor et David Robinson,,.

##### Saison 2017-2018
Lors du NBA All-Star Week-end 2018 à Los Angeles, Devin Booker remporte le concours de tirs à trois points. Lors du premier tour, il inscrit 28 des 34 points possibles (un record), puis lors du second 20 des 25. Il obtient le second plus grand score de la compétition.

##### Saison 2018-2019
Lors du mois de mars 2019, Devin Booker inscrit dans trois matches successifs 59, 50 et 49 points les 25, 27 et 30 mars. Il devient le plus jeune joueur à marquer consécutivement 50 points ou plus sur 2 matchs.
Devin Booker avait le record du plus grand nombre de points inscrits au Three-point contest avec 28 points avant d'être détrôné par Stephen Curry au Three-point contest de 2021 avec 31 points.

##### Saison 2020-2021
En 2021, Devin Booker dispute les finales NBA pour la première fois de sa carrière. Les Suns de Phoenix sont éliminés 4 à 2 par les Bucks de Milwaukee.

##### Saison 2022-2023
La saison 2022-2023 possède des ambitions de championnat pour les Suns de Phoenix. En effet, ils ont fait un très gros échange pour aller chercher Kevin Durant en préparation pour les séries éliminatoires. Devin Booker mène son équipe avec une moyenne de 37,2 points par matchs lors de la première ronde. Ils affronteront les Nuggets de Denver lors de la deuxième ronde. 

##### Saison 2024-2025
Le 3 février 2025, Devin Booker devient le meilleur marqueur de l’histoire des Suns de Phoenix lors d'un match contre les Trail Blazers de Portland, dépassant les 15 666 points de Walter Davis,,. 
Le 10 juillet 2025, alors qu'il est déjà sous contrat jusqu'en 2028 avec les Suns de Phoenix, il prolonge ce dernier de deux ans supplémentaires pour 145 millions de dollars,,. Il s'agit alors du plus gros salaire prévisionnel pour un joueur puisque ses émoluments vont atteindre 72,5 millions de dollars annuels lors des saisons 2028-2029 et 2029-2030, dépassant ainsi les 71,3 millions de dollars par an de Shai Gilgeous-Alexander qui avait lui aussi récemment prolongé,,. 

### Vie privée
Devin Booker a été en couple avec Kendall Jenner de juin 2020 à novembre 2022,.

## Clubs successifs
- 2014-2015 :  Wildcats du Kentucky (NCAA)
- 2015- :  Suns de Phoenix (NBA)

## Palmarès

### Distinctions personnelles
- 4 sélections au NBA All-Star Game en 2020, 2021, 2022 et 2024.
- All-NBA First Team en 2022.
- All-NBA Third Team en 2024.
- NBA All-Bubble First Team en 2020[32].
- Joueur des mois de février 2021, de novembre 2022 et de janvier 2024 de la Conférence Ouest.
- Vainqueur du concours de tirs à trois points du All-Star Game 2018.
- NBA All-Rookie First Team (2016).
- SEC Sixth Man of the Year (2015).
- Second-team All-SEC (2015).
- SEC All-Freshmen Team (2015).
- McDonald's All-American (2014).

### NBA
- Champion de la Conférence Ouest en 2021 avec les Suns de Phoenix.

### Sélection nationale
- Médaille d'or aux Jeux olympiques 2020.
- Médaille d'or aux Jeux olympiques 2024.

## Statistiques

### Universitaires
Les statistiques de Devin Booker en matchs universitaires sont les suivantes :
| Saison    | Équipe   | Matchs | Titul. | Min./m | % Tir | % 3pts | % LF | Rbds/m. | Pass/m. | Int/m. | Ctr/m. | Pts/m. |
| --------- | -------- | ------ | ------ | ------ | ----- | ------ | ---- | ------- | ------- | ------ | ------ | ------ |
| 2014-2015 | Kentucky | 38     | 0      | 21,5   | 47,0  | 41,1   | 82,8 | 2,00    | 1,11    | 0,45   | 0,05   | 10,03  |
| Carrière  | Carrière | 38     | 0      | 21,5   | 47,0  | 41,1   | 82,8 | 2,00    | 1,11    | 0,45   | 0,05   | 10,03  |

### Professionnelles

#### Saison régulière
| Saison        | Équipe        | Matchs | Titul. | Min./m | % Tir | % 3pts | % LF | Rbds/m. | Pass/m. | Int/m. | Ctr/m. | Pts/m. |
| ------------- | ------------- | ------ | ------ | ------ | ----- | ------ | ---- | ------- | ------- | ------ | ------ | ------ |
| 2015-2016     | Phoenix       | 76     | 51     | 27,7   | 42,3  | 34,3   | 84,0 | 2,46    | 2,63    | 0,58   | 0,26   | 13,79  |
| 2016-2017     | Phoenix       | 78     | 78     | 35,0   | 42,4  | 36,4   | 83,2 | 3,21    | 3,44    | 0,92   | 0,27   | 22,13  |
| 2017-2018     | Phoenix       | 54     | 54     | 34,5   | 43,2  | 38,3   | 87,8 | 4,52    | 4,69    | 0,87   | 0,26   | 24,93  |
| 2018-2019     | Phoenix       | 64     | 64     | 35,0   | 46,7  | 32,6   | 86,8 | 4,14    | 6,77    | 0,88   | 0,20   | 26,56  |
| 2019-2020     | Phoenix       | 70     | 70     | 35,9   | 48,9  | 35,4   | 91,9 | 4,24    | 6,51    | 0,70   | 0,26   | 26,11  |
| 2020-2021     | Phoenix       | 67     | 67     | 33,9   | 48,4  | 34,0   | 86,7 | 4,19    | 4,31    | 0,79   | 0,24   | 25,55  |
| 2021-2022     | Phoenix       | 68     | 68     | 34,5   | 46,6  | 38,3   | 86,8 | 5,03    | 4,84    | 1,13   | 0,38   | 26,79  |
| 2022-2023     | Phoenix       | 53     | 53     | 34,6   | 49,4  | 35,1   | 85,5 | 4,53    | 5,53    | 0,96   | 0,34   | 27,75  |
| 2023-2024     | Phoenix       | 68     | 68     | 36,0   | 49,2  | 36,4   | 88,6 | 4,53    | 6,94    | 0,91   | 0,41   | 27,07  |
| 2024-2025     | Phoenix       | 75     | 75     | 37,3   | 46,1  | 33,2   | 89,4 | 4,10    | 7,10    | 0,90   | 0,20   | 25,60  |
| Carrière      | Carrière      | 673    | 648    | 34,4   | 46,4  | 35,4   | 87,3 | 4,00    | 5,20    | 0,86   | 0,30   | 24,40  |
| All-Star Game | All-Star Game | 3      | 0      | 22,7   | 47,5  | 15,0   | -    | 4,30    | 3,00    | 2,00   | 0,30   | 13,70  |

Mise à jour le 17 juillet 2025

#### Playoffs
| Saison   | Équipe   | Matchs | Titul. | Min./m | % Tir | % 3pts | % LF | Rbds/m. | Pass/m. | Int/m. | Ctr/m. | Pts/m. |
| -------- | -------- | ------ | ------ | ------ | ----- | ------ | ---- | ------- | ------- | ------ | ------ | ------ |
| 2021     | Phoenix  | 22     | 22     | 40,4   | 44,7  | 32,1   | 90,5 | 5,64    | 4,55    | 0,82   | 0,18   | 27,32  |
| 2022     | Phoenix  | 10     | 10     | 36,6   | 45,1  | 43,1   | 88,7 | 4,80    | 4,40    | 0,50   | 0,40   | 23,30  |
| 2023     | Phoenix  | 11     | 11     | 41,7   | 58,5  | 50,8   | 86,6 | 4,80    | 7,20    | 1,70   | 0,80   | 33,70  |
| 2024     | Phoenix  | 4      | 4      | 41,8   | 49,2  | 35,0   | 95,1 | 3,25    | 6,00    | 1,75   | 0,25   | 27,50  |
| Carrière | Carrière | 47     | 47     | 40,1   | 49,4  | 40,3   | 90,2 | 4,50    | 5,60    | 1,40   | 0,30   | 27,75  |

Mise à jour le 4 mars 2025

## Records sur une rencontre en NBA
Les records personnels de Devin Booker en NBA sont les suivants, :
| Record de la franchise |

| Type de statistique        | Saison régulière | Saison régulière                  | Saison régulière | Playoffs | Playoffs                  | Playoffs        |
| Type de statistique        | Record           | Adversaire                        | Date             | Record   | Adversaire                | Date            |
| -------------------------- | ---------------- | --------------------------------- | ---------------- | -------- | ------------------------- | --------------- |
| Points                     | 70               | @ Celtics de Boston               | 24 mars 2017     | 49       | Timberwolves du Minnesota | 26 avril 2024   |
| Paniers marqués            | 22               | @ Pacers de l'Indiana             | 26 janvier 2024  | 20       | Nuggets de Denver         | 5 mai 2023      |
| Paniers tentés             | 40               | @ Celtics de Boston               | 24 mars 2017     | 33       | Bucks de Milwaukee        | 17 juillet 2021 |
| Paniers à 3 points réussis | 8                | @ Pelicans de La Nouvelle-Orléans | 31 mars 2024     | 8        | @ Lakers de Los Angeles   | 3 juin 2021     |
| Paniers à 3 points tentés  | 16               | @ Pelicans de La Nouvelle-Orléans | 31 mars 2024     | 12       | Bucks de Milwaukee        | 8 juillet 2021  |
| Lancers francs réussis     | 24               | @ Celtics de Boston               | 24 mars 2017     | 20       | Timberwolves du Minnesota | 26 avril 2024   |
| Lancers francs tentés      | 26               | @ Celtics de Boston               | 24 mars 2017     | 21       | Timberwolves du Minnesota | 26 avril 2024   |
| Rebonds offensifs          | 5                | 76ers de Philadelphie             | 20 mars 2024     | 3        | Mavericks de Dallas       | 2 mai 2022      |
| Rebonds défensifs          | 11               | 2 fois                            | 2 fois           | 12       | Clippers de Los Angeles   | 20 juin 2021    |
| Rebonds totaux             | 12               | 2 fois                            | 2 fois           | 13       | Clippers de Los Angeles   | 20 juin 2021    |
| Passes décisives           | 15               | @ Jazz de l'Utah                  | 17 novembre 2023 | 11       | Clippers de Los Angeles   | 20 juin 2021    |
| Interceptions              | 6                | @ Thunder d'Oklahoma City         | 24 février 2022  | 3        | Bucks de Milwaukee        | 6 juillet 2021  |
| Contres                    | 3                | plusieurs fois                    | plusieurs fois   | 1        | 8 fois                    | 8 fois          |
| Balles perdues             | 9                | 4 fois                            | 4 fois           | 8        | 2 fois                    | 2 fois          |
| Minutes jouées             | 55               | @ Wizards de Washington           | 22 décembre 2018 | 46       | @ Bucks de Milwaukee      | 20 juillet 2021 |

- Double-double : 75 (dont 5 en playoffs)
- Triple-double : 1 (dont 1 en playoffs)

Dernière mise à jour : 9 avril 2025
| N° | Date         | Adversaire              | Score     | Points | Rebonds | Passes décisives | Interceptions | Contres | Note        |
| -- | ------------ | ----------------------- | --------- | ------ | ------- | ---------------- | ------------- | ------- | ----------- |
| 1  | 20 juin 2021 | Clippers de Los Angeles | V 120-114 | 40     | 13      | 11               | 0             | 0       | en playoffs |

## Salaires
| Année        | Équipe       | Salaire       |
| ------------ | ------------ | ------------- |
| 2015-2016    | Phoenix      | 2 127 840 $   |
| 2016-2017    | Phoenix      | 2 223 600 $   |
| 2017-2018    | Phoenix      | 2 319 360 $   |
| 2018-2019    | Phoenix      | 3 314 365 $   |
| 2019-2020    | Phoenix      | 27 285 000 $  |
| 2020-2021    | Phoenix      | 29 467 800 $  |
| 2021-2022    | Phoenix      | 31 650 600 $  |
| 2022-2023    | Phoenix      | 33 833 400 $  |
| Gains totaux | Gains totaux | 132 221 965 $ |
| 2023-2024    | Phoenix      | 36 016 200 $  |
| 2024-2025    | Phoenix      | 49 700 000 $  |
| 2025-2026    | Phoenix      | 53 676 000 $  |
| 2026-2027    | Phoenix      | 57 652 000 $  |
| 2027-2028    | Phoenix      | 61 628 000 $  |